# فهرست فرودگاه‌های لتونی

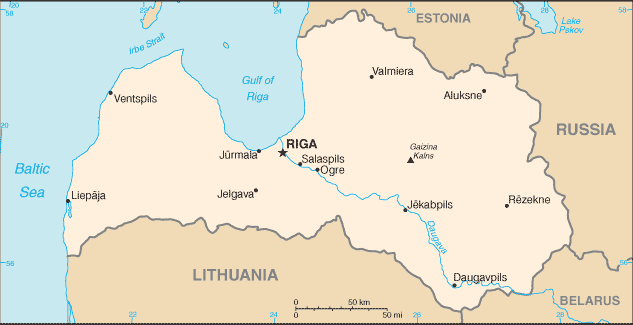
نقشهٔ لتونی

این مقاله شامل فهرست فرودگاه‌های لتونی است که بر پایهٔ مکان قرارگیری آن‌ها مرتب شده است.

## فرودگاه‌ها
| مکان                          | ایکائو | یاتا | نام فرودگاه                                      | مختصات                                                         |
| ----------------------------- | ------ | ---- | ------------------------------------------------ | -------------------------------------------------------------- |
| فرودگاه‌های غیرنظامی           | ÿ      | ÿ    | ÿ                                                | ÿ                                                              |
| Adaži                         | EVAD   |      | فرودگاه صحرایی اداذی                             | ۵۷°۰۵′۵۴″ شمالی ۰۲۴°۱۵′۵۸″ شرقی / ۵۷٫۰۹۸۳۳°شمالی ۲۴٫۲۶۶۱۱°شرقی |
| دوگاپیلس                      | EVDA   | DGP  | فرودگاه بین‌المللی داوگافپیلس (under development) | ۵۵°۵۶′۳۳″ شمالی ۰۲۶°۴۰′۰۶″ شرقی / ۵۵٫۹۴۲۵۰°شمالی ۲۶٫۶۶۸۳۳°شرقی |
| لیپایا                        | EVLA   | LPX  | فرودگاه بین‌المللی لیه‌پاجه                        | ۵۶°۳۱′۰۳″ شمالی ۰۲۱°۰۵′۴۹″ شرقی / ۵۶٫۵۱۷۵۰°شمالی ۲۱٫۰۹۶۹۴°شرقی |
| ریگا                          | EVRA   | RIX  | فرودگاه بین‌المللی ریگا                           | ۵۶°۵۵′۲۵″ شمالی ۰۲۳°۵۸′۱۶″ شرقی / ۵۶٫۹۲۳۶۱°شمالی ۲۳٫۹۷۱۱۱°شرقی |
| ریگا                          | EVRS   |      | فرودگاه اسپلایو                                  | ۵۶°۵۹′۲۸″ شمالی ۰۲۴°۰۴′۳۰″ شرقی / ۵۶٫۹۹۱۱۱°شمالی ۲۴٫۰۷۵۰۰°شرقی |
| ونتسپیلس                      | EVVA   | VNT  | فرودگاه بین‌المللی ونتس‌پیلز                       | ۵۷°۲۱′۲۸″ شمالی ۰۲۱°۳۲′۳۹″ شرقی / ۵۷٫۳۵۷۷۸°شمالی ۲۱٫۵۴۴۱۷°شرقی |
| پایگاه‌های نظامی               | ÿ      | ÿ    | ÿ                                                | ÿ                                                              |
| یلگاوا                        | EVEA   |      | پایگاه هوایی یلگاوا                              | ۵۶°۴۰′۲۲″ شمالی ۰۲۳°۴۰′۴۵″ شرقی / ۵۶٫۶۷۲۷۸°شمالی ۲۳٫۶۷۹۱۷°شرقی |
| یکابپیلس                      | EVKA   |      | پایگاه هوایی یکابپیلس                            | ۵۶°۳۲′۰۵″ شمالی ۰۲۵°۵۳′۳۳″ شرقی / ۵۶٫۵۳۴۷۲°شمالی ۲۵٫۸۹۲۵۰°شرقی |
| لیلوارده                      | EVGA   |      | پایگاه هوایی لیلوارده                            | ۵۶°۴۶′۴۲″ شمالی ۰۲۴°۵۱′۱۴″ شرقی / ۵۶٫۷۷۸۳۳°شمالی ۲۴٫۸۵۳۸۹°شرقی |
| ریگا                          | EVRC   |      | پایگاه هوایی رومبولا                             | ۵۶°۵۳′۰۰″ شمالی ۰۲۴°۱۳′۳۶″ شرقی / ۵۶٫۸۸۳۳۳°شمالی ۲۴٫۲۲۶۶۷°شرقی |
| توکومس                        | EVTA   |      | پایگاه هوایی توکومس                              | ۵۶°۵۶′۳۲″ شمالی ۰۲۳°۱۳′۲۶″ شرقی / ۵۶٫۹۴۲۲۲°شمالی ۲۳٫۲۲۳۸۹°شرقی |
| Vaiņode                       | EVFA   |      | پایگاه هوایی واینود                              | ۵۶°۲۴′۲۰″ شمالی ۰۲۱°۵۳′۱۳″ شرقی / ۵۶٫۴۰۵۵۶°شمالی ۲۱٫۸۸۶۹۴°شرقی |
| والمیرا                       |        |      | پایگاه هوایی لیه‌پاس                              | ۵۷°۲۳′۱۲″ شمالی ۰۲۵°۳۰′۳۰″ شرقی / ۵۷٫۳۸۶۶۷°شمالی ۲۵٫۵۰۸۳۳°شرقی |
| فرودگاه‌های کوچک و بالگردگاه‌ها | ÿ      | ÿ    | ÿ                                                | ÿ                                                              |
| لیلوارده                      | EVSM   |      | M-Sola Heliport                                  | ۵۶°۳۹′۵۶″ شمالی ۰۲۴°۵۴′۱۱″ شرقی / ۵۶٫۶۶۵۵۶°شمالی ۲۴٫۹۰۳۰۶°شرقی |